# Okaramio (rivière)
La rivière  Okaramio  (en anglais : Okaramio River) est un cours d’eau de la région de  Marlborough de l’Île du Sud de la Nouvelle-Zélande.

## Géographie
Elle s’écoule dans la rivière ‘Kaituna’, approximativement à mi-chemin entre les villes de Renwick et Havelock.